# Volmerange-lès-Boulay
Volmerange-lès-Boulay (fràncic lorenès Wolmeringen) és un municipi francès situat al departament del Mosel·la i a la regió del Gran Est. L'any 2007 tenia 568 habitants.

## Demografia

### Població
El 2007 la població de fet de Volmerange-lès-Boulay era de 568 persones. Hi havia 196 famílies, de les quals 32 eren unipersonals (8 homes vivint sols i 24 dones vivint soles), 40 parelles sense fills, 100 parelles amb fills i 24 famílies monoparentals amb fills.
La població ha evolucionat segons el següent gràfic:
Habitants censats

### Habitatges
El 2007 hi havia 210 habitatges, 202 eren l'habitatge principal de la família, 2 eren segones residències i 6 estaven desocupats. 185 eren cases i 25 eren apartaments. Dels 202 habitatges principals, 168 estaven ocupats pels seus propietaris, 33 estaven llogats i ocupats pels llogaters i 1 estava cedit a títol gratuït; 1 tenia una cambra, 5 en tenien dues, 20 en tenien tres, 44 en tenien quatre i 132 en tenien cinc o més. 184 habitatges disposaven pel capbaix d'una plaça de pàrquing. A 59 habitatges hi havia un automòbil i a 131 n'hi havia dos o més.

### Piràmide de població
La piràmide de població per edats i sexe el 2009 era:
| Homes | Edats   | Dones |
| ----- | ------- | ----- |
| 0     | 95 o +  | 0     |
| 0     | 90 a 94 | 0     |
| 0     | 85 a 89 | 4     |
| 4     | 80 a 84 | 4     |
| 4     | 75 a 79 | 8     |
| 0     | 70 a 74 | 4     |
| 4     | 65 a 69 | 4     |
| 8     | 60 a 64 | 8     |
| 12    | 55 a 59 | 12    |
| 12    | 50 a 54 | 12    |
| 12    | 45 a 49 | 4     |
| 32    | 40 a 44 | 28    |
| 16    | 35 a 39 | 16    |
| 12    | 30 a 34 | 16    |
| 12    | 25 a 29 | 16    |
| 0     | 20 a 24 | 20    |
| 28    | 15 a 19 | 12    |
| 4     | 10 a 14 | 24    |
| 12    | 5 a 9   | 16    |
| 16    | 0 a 4   | 4     |

## Economia
El 2007 la població en edat de treballar era de 397 persones, 297 eren actives i 100 eren inactives. De les 297 persones actives 273 estaven ocupades (151 homes i 122 dones) i 24 estaven aturades (14 homes i 10 dones). De les 100 persones inactives 33 estaven jubilades, 38 estaven estudiant i 29 estaven classificades com a «altres inactius».

### Ingressos
El 2009 a Volmerange-lès-Boulay hi havia 200 unitats fiscals que integraven 560,5 persones, la mediana anual d'ingressos fiscals per persona era de 20.394 €.

### Activitats econòmiques
Dels 7 establiments que hi havia el 2007, 4 eren d'empreses de construcció, 1 d'una empresa d'hostatgeria i restauració, 1 d'una empresa de serveis i 1 d'una entitat de l'administració pública.
Dels 4 establiments de servei als particulars que hi havia el 2009, 1 era un paleta, 1 guixaire pintor i 2 electricistes.
L'any 2000 a Volmerange-lès-Boulay hi havia 6 explotacions agrícoles.

## Equipaments sanitaris i escolars
El 2009 hi havia una escola elemental.

## Poblacions més properes
El següent diagrama mostra les poblacions més properes.